# Sjolom Sjvarts
Sjolom Aronovitsj Sjvarts (Russisch: Шолом Аронович Шварц) (1929 - 1995) was een Russisch beeldend kunstenaar.
Sjvarts was lid van de Arefiev-groep onder leiding van Aleksandr Arefiev. Sjvarts studeerde aan de kunstacademie van Leningrad. Omdat hij niet werd aangenomen op de gebruikelijke posten voor kunstenaars in de Sovjet-Unie werkte hij onder andere als huisschilder en vakkenvuller om zijn kunstenaarsbestaan te kunnen bekostigen.
- Gemeinsame Normdatei: 1112294457
- Library of Congress Control Number: no2016043943
- Nationale Bibliotheek van Tsjechië: jx20050927030
- Virtual International Authority File: 52146095211600371609
- WorldCat: E39PBJjxqYTfPkGgVwPkmGWVYP